# Zsigmond Kisfaludi Strobl

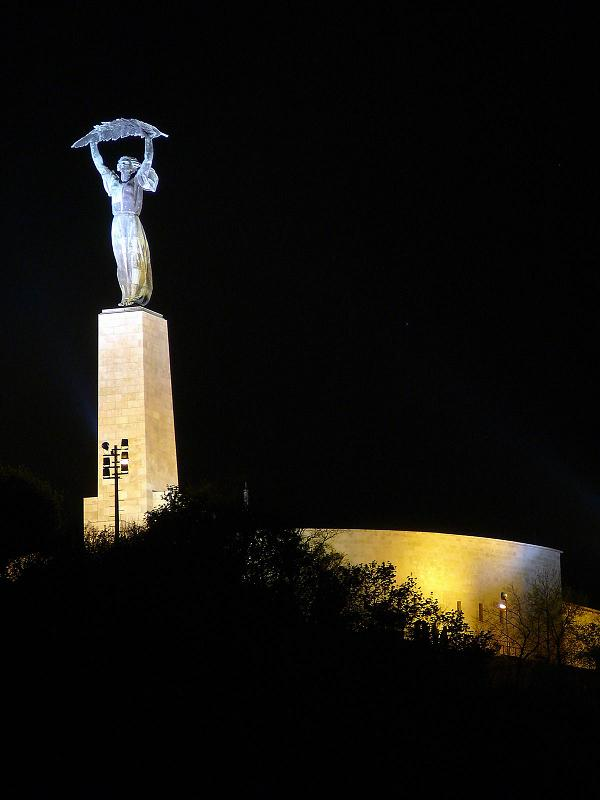

Zsigmond Kisfaludi Strobl (ur. 1 lipca 1884 w Alsórajk, Komitat Zala, zm. 14 sierpnia 1975 w Budapeszcie) – węgierski rzeźbiarz.

## Życiorys
Uczył się w Szkole Sztuk Stosowanych w Budapeszcie. Latem 1904 i 1905 pracował w pracowni Alajosa Stróbla i Ede Telcsa. Studiował także w Wiedniu, w Stadtsgewerbe Schule, a po powrocie do Budapesztu w Uniwersytecie Sztuki i Wzornictwa. Jego pierwsze dojrzałe prace, z 1911 i 1912 roku, pokazują wpływy francuskiego i belgijskiego realizmu oraz rodinowskiego impresjonizmu. Podczas kolejnej europejskiej podróży artystycznej uczęszczał do Académie Julian w Paryżu. Prace powstałe w tym okresie były inspirowane francuskim neobarokiem. W latach 1924–1960 wykładał w Węgierskim Uniwersytecie Sztuk Pięknych w Budapeszcie.
W 1913 otrzymał pierwsze zlecenie na pomnik, co stało się jego najbardziej produktywną działalnością artystyczną. Autor pomnika Lajosa Kossutha i Pomnika Wolności na Górze Gellerta (1946). W swej twórczości łączył elementy realizmu i akademizmu. Jego ulubioną dziedziną była rzeźba portertowa, w której wykazywał się ogromną umiejętnością obiektywnego przedstawiania postaci. Oprócz członków swojej rodziny rzeźbił znanych współczesnych mu artystów i osoby publiczne na Węgrzech i za granicą, zwłaszcza w Anglii, m.in. portret Bernarda Shawa (brąz, 1932), księżniczki Elżbiety (marmur, 1936). Znaczna część jego prac, prezentowanych w Muzeum Göcseji w Zalaegerszeg, jest tam stale eksponowana.